# North Wilkesboro
North Wilkesboro är en stad i Wilkes County, North Carolina med en yta av 13,3 km² och en folkmängd, som uppgår till 4 116 invånare (2000). Den har enligt United States Census Bureau en area på 13,3 km².

## Kända personer från North Wilkesboro
- Robert Byrd, senator för West Virginia